# Guðmundur Ingi Guðbrandsson
Guðmundur Ingi Guðbrandsson (ur. 28 marca 1977 w m. Brúarland) – islandzki polityk, badacz i ekolog, działacz Ruchu Zieloni-Lewica, poseł do Althingu, w latach 2017–2024 minister.

## Życiorys
Uzyskał licencjat z biologii na Uniwersytecie Islandzkim (2006) oraz magisterium z nauk o środowisku na Uniwersytecie Yale. Zajmował się prowadzeniem prac badawczych, zarządzaniem projektami i działalnością akademicką. Współtworzył i kierował stowarzyszeniem islandzkich badaczy środowiska. Był też strażnikiem w parkach narodowych Þingvellir i Vatnajökull. W latach 2011–2017 pełnił funkcję dyrektora wykonawczego organizacji pozarządowej Landvernd, zajmującej się ochroną przyrody. Był też przewodniczącym islandzkiego zrzeszenia stypendystów Programu Fulbrighta.
Zaangażował się w działalność polityczną w ramach Ruchu Zieloni-Lewica, w 2019 został wiceprzewodniczącym tego ugrupowania. Od wiosny do jesieni 2024 był tymczasowym przewodniczącym partii. W wyborach w 2021 uzyskał mandat posła do Althingu.
W listopadzie 2017 został ministrem środowiska i zasobów naturalnych w gabinecie Katrín Jakobsdóttir. W listopadzie 2021 w drugim rządzie dotychczasowej premier przeszedł na stanowisko ministra spraw społecznych i rynku pracy. Pozostał na tej funkcji w kwietniu 2024, gdy na czele nowego gabinetu stanął Bjarni Benediktsson. Zakończył urzędowanie w październiku tego samego roku.